# Vĩnh Ngọc, Đông Anh
Vĩnh Ngọc là một xã thuộc huyện Đông Anh thành phố Hà Nội, Việt Nam.

## Địa lý
Xã Vĩnh Ngọc nằm ở phía tây nam của huyện Đông Anh, cách trung 
tâm thành phố Hà Nội 8 km và cách trung tâm huyện Đông Anh 5 km, có vị trí địa lý:
- Phía đông giáp các xã Cổ Loa, Uy Nỗ, Xuân Canh
- Phía tây giáp xã Kim Nỗ và xã Hải Bối
- Phía nam giáp xã Tàm Xá và quận Tây Hồ
- Phía bắc giáp thị trấn Đông Anh và các xã Kim Nỗ, Tiên Dương, Vân Nội.

Xã Vĩnh Ngọc có diện tích đất tự nhiên 9,56 km², dân số năm 2022 là 17.990 người, mật độ dân số đạt 1.881 người/km².

## Hành chính
Xã Vĩnh Ngọc được chia thành 4 thôn: Ngọc Chi, Ngọc Giang, Phương Trạch, Vĩnh Thanh.

## Lịch sử
Đầu thế kỷ XIX, khu vực xã Vĩnh Ngọc hiện nay thuộc tổng Cổ Loa, huyện Đông Ngàn, phủ Từ Sơn, trấn Kinh Bắc. Lúc bấy giờ xã Vĩnh Ngọc được chia thành 3 xã: Chiêm Trạch, Ngọc Giang và Phương Trạch.
Ngày 27 tháng 3 năm 1946, hợp nhất 3 xã Chiêm Trạch, Ngọc Giang và Phương Trạch thành xã Tân Trạch.
Ngày 19 tháng 5 năm 1949, hợp nhất 3 xã Tân Trạch, Ngũ Lão và Vân Long thành xã Toàn Thắng.
Tháng 3 năm 1955, chia xã Toàn Thắng thành 3 xã: Tân Trạch, Ngũ Lão, Vân Long.
Tháng 2 năm 1956, đổi tên xã Tân Trạch thành xã Tân Tiến.
Ngày 20 tháng 4 năm 1961, Quốc hội ban hành Nghị quyết về việc sáp nhập xã Tân Tiến vào thành phố Hà Nội.
Ngày 31 tháng 5 năm 1961, Hội đồng Chính phủ ban hành 78-CP. Theo đó, xã Tân Tiến thuộc huyện Đông Anh, thành phố Hà Nội quản lý.
Năm 1965, đổi tên xã Tân Tiến thành xã Vĩnh Ngọc.

## Kinh tế - xã hội
Giáo dục: Trên địa bàn xã Vĩnh Ngọc có nhiều ngôi trường dành cho chủ yếu con em trong xã và các xã lân cận trong huyện Đông Anh. Trong đó có ba ngôi trường Công lập là Trường Mầm non Vĩnh Ngọc, trường Mầm non Họa Mi, Trường Tiểu học Vĩnh Ngọc và Trường trung học cơ sở Vĩnh Ngọc. Hai ngôi trường Tiểu học và Trung học cơ sở của xã đã được Ủy ban nhân dân thành phố Hà Nội công nhận là trường đạt chuẩn quốc gia. Bên cạnh đó còn có nhiều trung tâm giáo dục, các ngôi trường cấp III đóng trên địa bàn xã.
Y tế: Hiện nay trên đại bàn xã có các trung tâm Y tế đạt tiêu chuẩn quốc gia, các phòng khám hiện đại đáp ứng được tốt nhu cầu của nhân dân.

## Văn hóa
Trong những năm 1941 - 1945, thôn Ngọc Giang, xã Vĩnh Ngọc, huyện Đông Anh trở thành an toàn khu quan trọng của Ban Thường vụ T.Ư Đảng về làm việc, hội họp và chỉ đạo kháng chiến. Ngọc Giang không chỉ là cơ sở an toàn khu đầu tiên của huyện Đông Anh mà còn là nơi T.Ư Đảng tổ chức hội họp. Đầu năm 1945, tại chùa Ngọc Giang đã diễn ra cuộc họp lịch sử của T.Ư do đồng chí Trường Chinh chủ trì, quyết định chủ trương chuẩn bị khởi nghĩa giành chính quyền trong phạm vi cả nước. Ngày 21/8/1945, đoàn biểu tình của thôn Ngọc Giang, xã Vĩnh Ngọc đã lên thẳng huyện lỵ Đông Anh phối hợp cùng lực lượng các địa phương khác giành chính quyền, giải phóng huyện Đông Anh. Cũng nhờ an toàn khu này, trong 4 năm trường kỳ gian khổ, T.Ư Đảng đã được bảo vệ an toàn, lãnh đạo cách mạng từng bước đi lên, tạo nên thắng lợi lịch sử tháng 8/1945.
- Đình làng thôn Ngọc Chi: là nơi thờ tướng Nồi Hầu và vợ của ông, cùng với 2 con trai là Đống Vĩnh, Lý Vực. Nồi Hầu là một vị tướng giỏi dưới thời vua An Dương Vương 2 con trai của ông cũng là tướng võ trong triều.Đình làng Ngọc Chi có bề dày lịch sử lâu đời và hiện nay là một di tích lịch Sở văn hóa đã được xếp hạng năm 1993. Ngoài ra còn thờ những dòng họ đã lập ra thôn Ngọc Chi như dòng họ: Phạm, Nguyễn, Hoàng, Bùi, Dương, Trần, Lê, Trịnh.
- Chùa Khánh Long (Quốc Sư Tự) thôn Vĩnh Thanh: chùa xây dựng vào thời kỳ nhà Lê niên hiệu Chính Hòa năm 1698, người khai sáng ra ngôi chùa này là Quốc Sư Hòa thượng – Nguyễn Đức Trung tự là Đạo Chất Thiền Sư ở chùa Báo Thiên – Hà Nội. Trên Bia ghi "Quốc Sư Tự Bi" "Quốc Sư Hòa Thượng trụ trì Trung Đô Báo Thiên Tự" Có nghĩa là Bia ghi lịch sử chùa Quốc Sư của Quốc Sư Hòa thượng trụ trì chùa Báo Thiên ở Phủ Trung Đô. Chính vì vậy chùa Khánh Long (chùa Quốc Sư Tự) có liên quan mật thiết với chùa và Tháp Báo Thiên ở Hà Nội là một ngôi chùa cổ kính có giá trị về lịch sử, một di sản rất lớn của Thủ Đô. Trải qua thăng trầm lịch sử nhất là 2 cuộc chiến tranh chống Pháp và chống Mỹ chùa bị phá hoàn toàn đến khi hòa bình chùa được nhân dân Phật tử xây dựng lại nho nhỏ để thờ Phật. Năm 1968 chùa được Thủ tướng Phạm Văn Đồng tặng bằng khen là một nơi hoạt động cách mạng chủ chốt, không những thế chùa còn được nhận nhiều bằng khen trong phòng chống thiên tai, bão, lũ lụt,.... và công tác Phật sự.

## Giao thông
Xã có tuyến cao tốc Nhật Tân – Nội Bài, có quốc lộ 3 chạy qua,đê tả Hồng. Nút giao ngã tư cầu vượt Vĩnh Ngọc (trên đường 5 kéo dài) cắt đường Nhật Tân - Nội Bài (đường Võ Nguyên Giáp) tại Km0 + 419 là một trong những nút giao thông lớn ở huyện Đông Anh cũng như ở cửa ngõ phía bắc thành phố Hà Nội.
Cầu Nhật Tân bắc qua Sông Hồng: Mặt cầu rộng 33,2m chia thành 4 làn xe cơ giới, 2 làn xe buýt, 2 dải xe hỗn hợp, phân cách giữa, đường dành cho người đi bộ. Cầu dài 3,9 km và có đường dẫn 4,5 km, trong đó phần chính của cầu qua sông dài 1,5 km. Tổng mức đầu tư dự định cho cầu từ 7.500 tỷ đến 8.100 tỷ đồng tùy theo số lượng cột phải thi công.
Ngày 7 tháng 3 năm 2009, gói thầu số 3 xây dựng đường dẫn phía Bắc cầu Nhật Tân đã được khởi công trên địa bàn xã Vĩnh Ngọc, Đông Anh.
Đường 5 kéo dài: Tuyến đường từ ngã tư cầu Chui tới khu đô thị Bắc Thăng Long - Vân Trì. Tuyến đường dài 13,5 km với 3 cây cầu được đầu tư với tổng vốn gần 4.200 tỷ đồng của thành phố.